# Krozinger und Schlatter Berg
Das Landschaftsschutzgebiet Krozinger und Schlatter Berg ist ein mit Verordnung der Unteren Naturschutzbehörde beim Landratsamt Breisgau-Hochschwarzwald vom 26. Juli 1993 ausgewiesenes Landschaftsschutzgebiet (LSG-Nummer 3.15.025).

## Lage und Beschreibung
Das rund 133 Hektar große Landschaftsschutzgebiet liegt im Breisgau zwischen den Gemeinden Schlatt und Bad Krozingen. Das Gebiet gehört zu den Naturräumen Markgräfler Rheinebene und Markgräfler Hügelland.
Laut Steckbrief handelt es sich um ein charakteristisches Landschaftsbild mit Weinbauflächen, kleinen Waldungen, Feldgehölzen und Hecken; bedeutsam für den kurörtlichen Bereich von Bad Krozingen als Erholungsraum.
Der Rausgraben entspringt im Schutzgebiet.

## Schutzzweck
Wesentlicher Schutzzweck ist die Erhaltung des charakteristischen Landschaftsbildes des Krozinger und Schlatter Berges als eine von landwirtschaftlich genutzten Flächen, insbesondere des Weinbaus, sowie von kleinen Waldungen, Feldgehölzen und Heckenzonen, besonders im Bereich von Böschungsflächen, geprägte Kulturlandschaft, die in besonderem Maße als Erholungsraum für den kurörtlichen Bereich Bad Krozingen bedeutsam ist und deren Gehölzzonen der Tierwelt, hier einer vielfältigen Vogelfauna, Lebensräume sichert.